# 伊里奇遗训镇 (哈巴罗夫斯克边疆区)
伊里奇遗训镇（羅馬化：Zavety Ilʹicha）是俄罗斯哈巴罗夫斯克边疆区的市级镇，为苏维埃港区第二大聚居地、最大市级镇。地处哈巴罗夫斯克边疆区东南部，在区行政中心苏维埃港北侧、边疆区首府哈巴罗夫斯克（伯力）东北方，东侧靠近鞑靼海峡。距离最近的火车站位于北侧瓦尼诺区的十月镇。
该地2022年人口有8,303人；2010年人口9,162；2002年人口9,429；1989年人口13,141。